# Proof of concept
Una proof of concept (PoC) è una realizzazione incompleta o abbozzata (sinopsi) di un determinato progetto o metodo per dimostrare la fattibilità o confermare la validità di alcuni principi o concetti fondamentali. Un esempio tipico è quello di un prototipo.
Letteralmente proof of concept significa "prova di concetto", e può essere tradotta in italiano come '"prova di fattibilità", o "dimostrazione di fattibilità". In Italia, il termine proof of concept è usato soprattutto in ambito informatico per riferirsi alla dimostrazione pratica dei funzionamenti di base di un applicativo software o di intero sistema, integrandolo all'interno di un ambiente già esistente. 
In pratica, il PoC è l'allestimento (nell'ambiente software effettivo, non una presentazione "fittizia" in stile PowerPoint o eseguita mediante uno strumento di modellazione visiva di schermate) di una demo prototipale del sistema o applicazione in sviluppo o in corso di valutazione.
Nell'ambito specifico della sicurezza informatica, il termine proof of concept è usato per descrivere la dimostrazione dell'esistenza di vulnerabilità in un software o in un sistema informatico, il cui sfruttamento può permettere accessi non autorizzati ai dati contenuti nel sistema o comprometterne le funzionalità.